# Mount Bell
Mount Bell ist ein kliffförmiger Berg mit einer Höhe von 4305 m, der den nordöstlichen Rand des Grindley-Plateaus bildet. Er liegt etwa zehn Kilometer südöstlich des Mount Mackellar in der Königin-Alexandra-Kette des Transantarktischen Gebirges. 
Entdeckt wurde der Berg durch Teilnehmer der Nimrod-Expedition (1907–1909) unter der Leitung des britischen Polarforschers Ernest Shackleton. Benannt ist er nach William Bell, einem Cousin Shackletons und Sponsor dieser Expedition.